# Pteronotropis merlini
Pteronotropis merlini är en fiskart som först beskrevs av Royal D. Suttkus och Mettee 2001.  Pteronotropis merlini ingår i släktet Pteronotropis och familjen karpfiskar. Inga underarter finns listade i Catalogue of Life.